# Rock en español
Genren rock en español (rock på spansk) låner kraftigt fra rockmusikken og fra traditionel og populær musik i spansktalende kulturer (bachata, cumbia, merengue, ranchera, rumba, salsa, tango, osv.). Den har udviklet sig fra at være en kultlignende musikalsk bevægelse til en veletableret musikgenre.
Udtrykket rock en español anvendes primært i Mexico, hvor det opstod i slutningen af 1950'erne som beskrivelse af de mange nye rockgrupper, der blev dannet på den tid og hvis tekster var på spansk. I dag anvendes udtrykket også om musik fra andre spansktalende lande, især Argentina og Spanien, samt også i for eksempel Frankrig og USA.

## Udvalgte grupper/solister
- Barón Rojo (Spanien)
- Café Tacuba (Mexico)
- Caifanes (Mexico)
- Enanitos Verdes (Argentina)
- Enrique Bunbury (Spanien)
- Extremoduro (Spanien)
- Gustavo Cerati (Argentina)
- Héroes del Silencio (Spanien)
- Jaguares (Mexico)
- Jaivas, Los (Chile)
- Suéter (Argentina)
- Juanes (Colombia)
- Ley, La (Chile)
- Luis Alberto Spinetta (Argentina)
- Mägo de Oz (Spanien)
- Maldita Vecindad y los Hijos del Quinto Patio (Mexico)
- Maná (Mexico)
- Molotov (Mexico)
- Planetas, Los (Spanien)
- Renga, La (Argentina)
- Ska-P (Spanien)
- Soda Stereo (Argentina)
- Tres, Los (Chile)
- Triana (Spanien)